# Ibtihaj Muhammad
Ibtihaj Muhammad (ur. 4 grudnia 1985 w Maplewood) – amerykańska szablistka, brązowa medalistka olimpijska i pięciokrotna medalistka mistrzostw świata.
Podczas igrzysk olimpijskich w Rio de Janeiro w 2016 roku reprezentantki USA w składzie: Ibtihaj Muhammad, Dagmara Wozniak, Mariel Zagunis i Monica Aksamit wywalczyły brązowy medal drużynowo. Indywidualnie zajęła dwunaste miejsce.
Na mistrzostwach świata w Kazaniu (2014) zdobyła drużynowo złoty medal. W tej samej konkurencji zdobywała następnie brązowe medale podczas mistrzostw świata w Katanii (2011), mistrzostw świata w Kijowie (2012), mistrzostw świata w Budapeszcie (2013) i mistrzostw świata w Moskwie (2015).
Zdobyła również złote medale we florecie drużynowym i szabli drużynowej na igrzyskach panamerykańskich w Guadalajarze (2011) oraz szabli drużynowej podczas igrzysk panamerykańskich w Toronto (2015). Wielokrotnie zdobywała medale mistrzostw panamerykańskich, w tym złote drużynowo na MP 2010, MP 2011, MP 2012, MP 2013, MP 2015 i MP 2016 oraz indywidualnie podczas MP 2016.
Jest muzułmanką. W 2016 roku została pierwszą w historii reprezentantką USA, która występowała w hidżabie.